# ADM-20诱饵无人机
ADM-20“鹌鹑”是一种亚音速、喷气动力、由B-52战略轰炸机攜帶的空射诱饵巡航无人机，為麥克唐納飛行器公司设计生产，用来在敌方的雷达屏幕上呈现成轰炸机的形态，继而誘導敌方防空系统無法辨識攻擊實際轟炸機目標。

## 发展
1955年美国空军开始大力研发诱饵导弹，這種武器在雷达回波圖中與現役的戰略轟炸機几乎别无二致，因而可以用于迷惑敌方防空系统。这一系列计划包括GAM-71“公鸭”（一种用于B-36“和平创造者”的火箭动力空射导弹）、SM-73“牛鹅”（一种地面发射的远程喷气动力诱饵）和GAM-72“绿鹌鹑”。其中“绿鹌鹑”是一种由B-52“同温层堡垒”内置携载的空射涡喷动力诱饵弹。
誘餌無人機的動力開發始於1954年，當時美國空軍提出的技術規格是要一種推重比10、總推力2,000磅的小型噴射發動機，這個計畫在1954年11月28日由通用電器承攬，代號XJ-85-GE-1。
1955年4月，美國空軍開始新的誘餌無人機開發計畫，1956年2月麦克唐纳公司被选为GAM-72的主承包商，此时该导弹的绰号已经被缩写为“鹌鹑”（与此同时其他两个诱饵弹项目的绰号也被去掉了绰号的前一个单词，变成了“鸭”和“鹅”）。在B-52上的受限携载测试于1957年6月开始，XGAM-72原型弹在1957年11月第一次进行自由滑翔试射。GAM-72诱饵弹在1958年8月第一次成功的动力飞行之后于1958年12月31日获得了初始生产合同，1960年9月美国空军获得了第一批量產型“鹌鹑”，1961年2月“鹌鹑”在第一个B-52中队中形成战斗力。
GAM-72由一台通用电气J85-GE-3涡喷发动机驱动。其纤细的弹体、双尾鳍和双垂尾为该导弹提供了与B-52大小相似的雷达截面积。“鹌鹑”的弹翼和尾翼可以折叠，并将整体三维尺寸降低到3.94米x0.74米x0.66米（155英寸x 29英寸x26英寸）。这使得B-52的武器舱里可以装下8枚诱饵弹，尽管在实际中一般每架飞机装载4枚。“鹌鹑”被安装在B-52弹仓的最后方，在弹翼展开发动机点火之前会被预先投出弹仓并下落一段时间。“鹌鹑”可以由地面进行预编程，在其飞行过程中可以进行两次转弯和一次变速。航程最大为825千米（445海里），此外，其还安装了包含雷达中继机的电子干扰载荷，后期型号还搭载箔条布撒器和热源（以模拟B-52的红外特征信号）。
用于原始GAM-72型号的J85-GE-3发动机有严重的可靠性问题，因而发动机后来被改为J85-GE-7型。安装了新发动机的“鹌鹑”被命名为GAM-72A。GAM-72A比GAM-72重了90公斤（200磅），有著較小面積的主翼，这使得其最大射程降到了650千米（350海里）。第一枚GAM-72A于1960年3月试飞，几乎所有550+枚“鹌鹑”（仅除24枚之外）都是GAM-72A，GAM-72A在1962年5月28日交付最後一架並停產，總共生產了585具。1963年時，尚在庫存的492枚GAM-72A都被改装，增加了气压继电器以进行地形规避，从而用于低高度行动。改装后的“鹌鹑”被重命名为GAM-72B。1963年6月GAM-72被更名为ADM-20A，GAM-72A被更名为ADM-20B，GAM-72B被更名为ADM-20C。
ADM-20相对于60年代的雷达技术来言是一种有效的诱饵弹，在B-52轟炸機彈艙中最多可攜帶8架，但一般只會攜帶2架。然而，在1971年時美國空軍已經不認為ADM-20C是種可靠的防禦誘餌，戰略空軍指揮官向美國空軍提交的報告中認為「鹌鹑是種有總比沒有好一點的裝備」。在美国空军1972年进行的测试中，空军的雷达操作员能够在23次与诱饵弹的雷达接触之中成功辨别出21架次。由于“鹌鹑”已经不再是一种有用的诱饵了，而且AGM-6subrine ana9导弹的服役也让B-52开始拥有更好的防区外攻击能力，空军开始进行撤装，1972年7月13日ADM-20C在伊格林空军基地上空进行了最后一次试射。1978年6月30日最后一枚ADM-20C解除战备状态。1978年12月15日最后的ADM-20C自美國空軍除役。总计共生产了600枚各种型号的“鹌鹑”诱饵弹。

## 用户
- 美国
  - 美国空军

GAM-72服役数量年表
| 年份     | 1960 | 1961 | 1962 | 1963 | 1964 | 1965 | 1966 | 1967 | 1968 | 1969 | 1970 | 1971 | 1972 | 1973 | 1974 | 1975 | 1976 | 1977 |
| 在役数量 | 93   | 397  | 436  | 492  | 477  | 465  | 457  | 448  | 445  | 430  | 430  | 430  | 417  | 417  | 415  | 355  | 355  | 354  |